# Níger en los Juegos Paralímpicos de Río de Janeiro 2016
Níger estuvo representado en los Juegos Paralímpicos de Río de Janeiro 2016 por dos deportistas, un hombre y una mujer. El equipo paralímpico nigerino no obtuvo ninguna medalla en estos Juegos.